# Werner Stock
Werner Bruno Wilhelm Hermann Stock (* 20. Oktober 1903 in Sangerhausen; † 30. April 1972 in Berlin) war ein deutscher Schauspieler.

## Leben

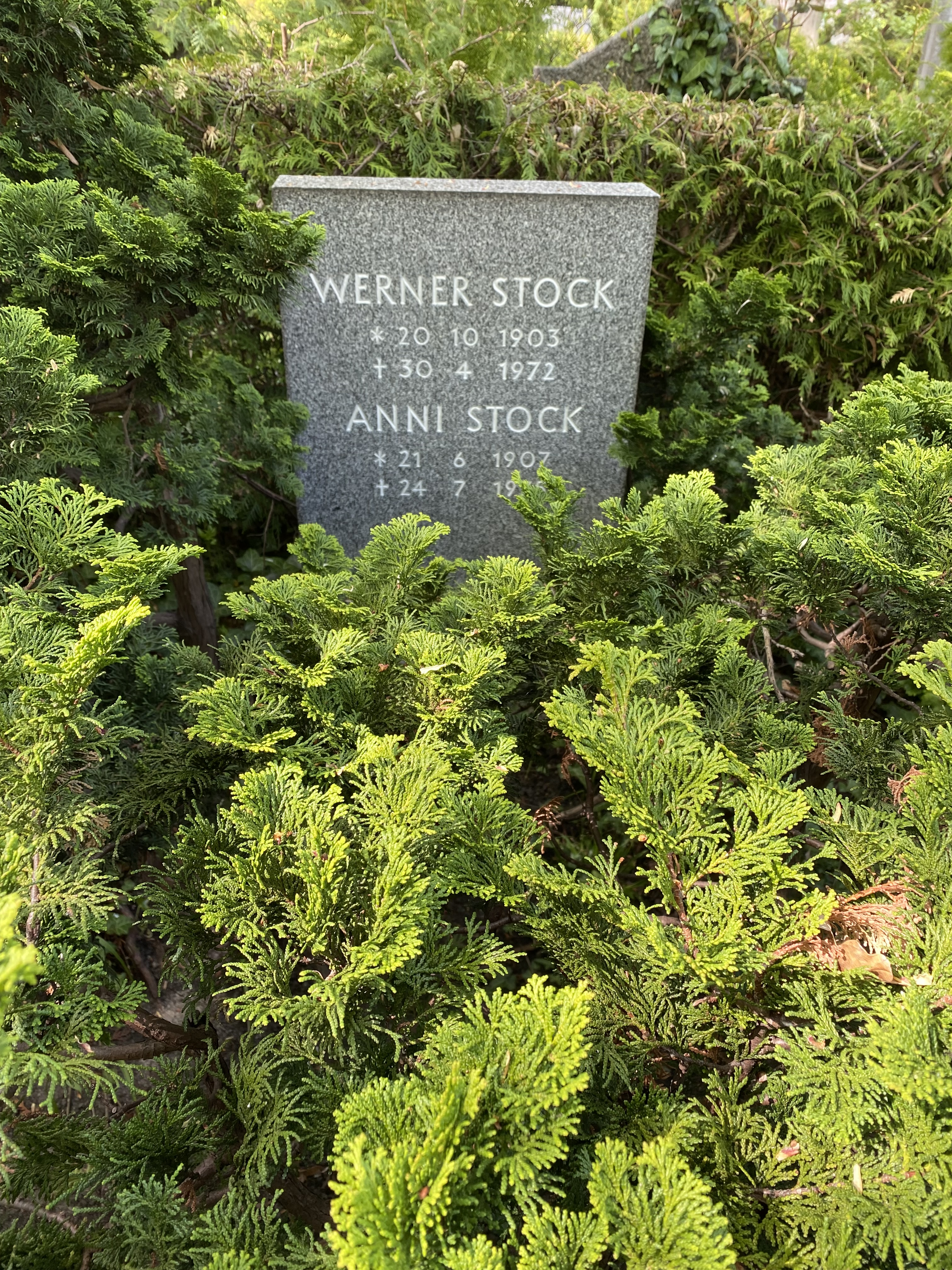
Grabstätte Werner Stock

Stock studierte bis Mitte der zwanziger Jahre sechs Semester Germanistik, Philosophie und Theaterwissenschaft. Nach seinem Abschluss gelangte er nach Stuttgart zur Württembergischen Volksbühne. Dort gab er sein Debüt in Der Kaufmann von Venedig.
Im Jahr 1927 ging er zum Staatstheater Kassel, 1932 erhielt er ein Engagement am Deutschen Künstlertheater in Berlin. Stock arbeitete in den folgenden Jahren bis Kriegsende an verschiedenen Berliner Theatern wie dem Schillertheater und dem Schauspielhaus am Gendarmeriemarkt. Stock stand 1944 in der Gottbegnadeten-Liste des Reichsministeriums für Volksaufklärung und Propaganda.
Er kam Anfang der 1930er-Jahre zum Film, wo der schmächtige Schauspieler in den kommenden Jahren in einer Vielzahl von Nebenrollen zu sehen war. Nach dem Krieg setzte Werner Stock seine Filmkarriere erfolgreich fort, vor allem in den 1950er-Jahren spielte er nochmals in bekannten Produktionen mit.
Im Jahr 1946 wurde Stock zum künstlerischen Leiter am Mecklenburgischen Staatstheater Schwerin ernannt. Dort wirkte er auch als Theaterregisseur und übernahm selbst zahlreiche kleinere und größere Rollen wie Zettel in Ein Sommernachtstraum und den Mohr in Die Verschwörung des Fiesco zu Genua. Im Jahr 1948 spielte er den Korth in Franz Molnars Spiel im Schloß, das anlässlich des 70. Geburtstags Molnars im Kleinen Theater Schwerin gegeben wurde. An seiner Seite spielte die am Anfang ihrer Weltkarriere stehende junge Gisela May, in der Rolle der Annie. Seine letzte große Theaterrolle war die des Nagg in Samuel Becketts Endspiel.
Er wurde auf dem Friedhof Dahlem beigesetzt.

## Filmografie
- 1932: Strich durch die Rechnung
- 1933: Alles für Anita!
- 1934: Ritter wider Willen
- 1934: Die rosarote Brille
- 1934: Besuch im Karzer
- 1934: Seine beste Erfindung
- 1934: Lockvogel
- 1934: Rivalen der Luft
- 1935: Königswalzer
- 1936: Ein seltsamer Gast
- 1936: Kalbsragout mit Champignons
- 1936: Das Hofkonzert
- 1936: Annemarie
- 1937: Das schöne Fräulein Schragg
- 1937: Menschen ohne Vaterland
- 1937: Tango Notturno
- 1937: Zweimal zwei im Himmelbett
- 1937: Land der Liebe
- 1937: Madame Bovary
- 1938: Tanz auf dem Vulkan
- 1938: Großalarm
- 1938: Der lose Falter
- 1938: Der eingebildete Kranke
- 1938: Das Verlegenheitskind
- 1938: Pour le Mérite
- 1938: Capriccio
- 1938: Großalarm
- 1939: Kornblumenblau
- 1939: Barbara, wo bist Du?
- 1939: Kitty und die Weltkonferenz
- 1939: Die Geliebte
- 1939: Das Schwert des Damokles (Kurzfilm)
- 1939: Eine kleine Nachtmusik
- 1940: Verwandte sind auch Menschen
- 1940: Mädchen im Vorzimmer
- 1940: Herz - modern möbliert
- 1940: Die lustigen Vagabunden
- 1940: Sommer, Sonne, Erika
- 1941: Ohm Krüger
- 1941: Am Abend auf der Heide
- 1941: Clarissa
- 1941: Quax, der Bruchpilot
- 1941: Das tapfere Schneiderlein
- 1941: Sechs Tage Heimaturlaub
- 1941: Das leichte Mädchen
- 1941: Die schwedische Nachtigall
- 1941/49: Alles aus Liebe
- 1943: Tolle Nacht
- 1943: Großstadtmelodie
- 1943/46: Peter Voss, der Millionendieb
- 1944: Familie Buchholz
- 1944: Ein schöner Tag
- 1944/48: Das kleine Hofkonzert
- 1944/50: Mein Herz gehört Dir
- 1945: Shiva und die Galgenblume (unvollendet)
- 1950: Die wunderschöne Galathee
- 1952: Der fröhliche Weinberg
- 1952: Wenn abends die Heide träumt
- 1953: Der verzauberte Königssohn
- 1953: Die Rose von Stambul
- 1953: Unter den Sternen von Capri
- 1953: Alles für Papa
- 1953: Christina
- 1953: Rotkäppchen
- 1954: Hänsel und Gretel
- 1954: Ihre große Prüfung
- 1954: Der schweigende Engel
- 1954: Frau Holle
- 1955: Der dunkle Stern
- 1955: Parole Heimat
- 1955: Solange du lebst
- 1955: Aschenputtel
- 1956: Tischlein, deck dich
- 1956: Ein Herz schlägt für Erika
- 1956: Kalle wird Bürgermeister
- 1957: Einmal eine große Dame sein
- 1957: Das haut hin
- 1957: Der gläserne Turm
- 1958: Es war die erste Liebe
- 1958: Piefke, der Schrecken der Kompanie
- 1958: U 47 – Kapitänleutnant Prien
- 1958: Ihr 106. Geburtstag
- 1958: Madeleine Tel. 13 62 11
- 1958: Und abends in die Scala
- 1959: Schlag auf Schlag
- 1959: Bezaubernde Arabella
- 1959: Kriegsgericht
- 1959: Rommel ruft Kairo
- 1959: Abschied von den Wolken
- 1959: Der lustige Krieg des Hauptmann Pedro
- 1959: Freddy, die Gitarre und das Meer
- 1960: Bumerang
- 1960: Wir wollen niemals auseinandergehn
- 1960: Freddy und die Melodie der Nacht
- 1961: Immer Ärger mit dem Bett
- 1962: Der Biberpelz
- 1962: Der rote Hahn
- 1963: Die Unzufriedenen
- 1963: Meine Frau Susanne (Fernsehserie, 2 Folgen)
- 1964: Das Blaue vom Himmel
- 1966: Kommissar Freytag (Fernsehserie)
- 1966: Spätsommer
- 1966: Wie lernt man Reisen?
- 1966: Weiß gibt auf (Fernsehfilm)
- 1967: Rheinsberg
- 1968: Drei Frauen im Haus (Fernsehserie)
- 1969: Vier Frauen im Haus (Fernsehserie)
- 1969: Polizeifunk ruft – Weiße Rosen um halb zehn
- 1971: Zwanzig Mädchen und die Pauker
- 1971: Die gefälschte Göttin

## Hörspiele
- 1961: Jan Rys: Verhöre (Herr Pam) – Regie: Fritz Schröder-Jahn (Hörspiel – NDR)